# 2719 Suzhou
För andra betydelser, se Suzhou (olika betydelser).
2719 Suzhou eller 1965 SU är en asteroid i huvudbältet som upptäcktes den 22 september 1965 av Purple Mountain-observatoriet i Nanjing, Kina. Den är uppkallad efter den kinesiska staden Suzhou.
Asteroiden har en diameter på ungefär 6 kilometer.